# Phlebopterum seydeli
Phlebopterum seydeli är en insektsart som först beskrevs av Victor Lallemand 1931.  Phlebopterum seydeli ingår i släktet Phlebopterum och familjen Flatidae. Inga underarter finns listade i Catalogue of Life.